# Greenwood (Louisiana)
Greenwood is een plaats (town) in de Amerikaanse staat Louisiana, en valt bestuurlijk gezien onder Caddo Parish.

## Demografie
Bij de volkstelling in 2000 werd het aantal inwoners vastgesteld op 2458.
In 2006 is het aantal inwoners door het United States Census Bureau geschat op 2645, een stijging van 187 (7,6%).

## Geografie
Volgens het United States Census Bureau beslaat de plaats een oppervlakte van
20,2 km², geheel bestaande uit land. Greenwood ligt op ongeveer 76 m boven zeeniveau.

## Plaatsen in de nabije omgeving
De onderstaande figuur toont nabijgelegen plaatsen in een straal van 28 km rond Greenwood.